# Yamada Chiaki
Yamada Chiaki (山田 千愛, sinh ngày 2 tháng 8 năm 1966) là một cựu cầu thủ bóng đá nữ người Nhật Bản.

## Đội tuyển bóng đá nữ quốc gia Nhật Bản
Yamada Chiaki thi đấu cho đội tuyển bóng đá nữ quốc gia Nhật Bản từ năm 1984 đến 1989.

## Thống kê sự nghiệp
| Nhật Bản  | Nhật Bản | Nhật Bản |
| Năm       | Trận     | Bàn      |
| --------- | -------- | -------- |
| 1984      | 2        | 0        |
| 1985      | 0        | 0        |
| 1986      | 6        | 0        |
| 1987      | 4        | 1        |
| 1988      | 2        | 0        |
| 1989      | 7        | 2        |
| Tổng cộng | 21       | 3        |